# مريام غيبهرت
مريام غيبهرت (ولدت في 28 يناير / كانون الثاني عام 1962 في فرايبورغ بألمانيا) هي مؤرخة وكاتبة ألمانية.
في كتاب نشر في عام 2015، «حين أتى الجنود» (بالألمانية: Als die Soldaten kamen)، استرعت الانتباه إلى حالات الاغتصاب التي ارتكبها جنود الحلفاء الغربيين في أعقاب الحرب العالمية الثانية. ولفت الكتاب انتباه وسائل الإعلام في ألمانيا  وفي الخارج 

## حياتها
تدربت غيبهارت كصحفية حتى عام 1982، حيث عملت كمحررة صحفية،  ثم درست التاريخ الاجتماعي والاقتصادي والتاريخ الإقليمي والأدب الألماني الحديث في جامعة لودفيغ ماكسيميليان في ميونخ ما بين 1988 و1993.
حصلت على درجة الدكتوراه في التاريخ الحديث تحت قيادة «كليمنس فيشرمان» في جامعة مونستر مع أطروحة عن ذكريات العائلة عام 1988.
من عام 2003، حصلت غيبهارت على وظيفة أكاديمية في «مركز الأبحاث التعاونية 485» (Norm and Symbol) في جامعة كونستانز، حيث حصلت على تأهيلها في التاريخ الحديث والمعاصر في يوليو 2008. وهي تحاضر حالياً في جامعة كونستانز كأستاذ مساعد وتكتب كتباً غير خيالية.
عملت أيضا كصحفية ودعائية وكاتبة في صحيفة دي تسايت